# Goar de Rhénanie
Pour les articles homonymes, voir Goar.
Goar était un ermite d'Aquitaine, né en 585 et mort en 649, saint vénéré dans les églises catholique et orthodoxe, fêté le 6 juillet,.

## Biographie et légende
Issu d'une noble famille, c'était un homme pieux. Il reçut les ordres et travailla à sa mission d'évangélisation avec une grande ardeur apostolique. Toutefois, sa vocation l'attirait plutôt vers l'érémitisme, et vers l'an 618, il se retira près de la ville d'Oberwesel, dans un endroit isolé, où il bâtit une chapelle, et commença à vivre détaché du monde.
De nombreux pèlerins vinrent le visiter, il les recevait avec bienveillance et leur apportait son aide spirituelle. Toutefois deux individus l'accusèrent injustement et Goar fut convoqué auprès de l'évêque de Trèves afin de se justifier.
En arrivant à l'évêché, Goar, croyant suspendre son vêtement à une tige métallique, le posa sur un rayon de soleil qui passait par la fenêtre. Il fallut pourtant un second miracle pour que le prélat soit convaincu de l'innoncence et de la sainteté de l'ermite.
Le roi Sigebert III ayant entendu parler de lui, invita Goar à Metz et insista pour faire de lui un évêque. Mais l'ermite ne le voulait pas, et demanda un temps de réflexion. En retournant à son ermitage, il tomba malade, et mourut avant d'avoir eu à refuser la proposition du roi.
Une petite chapelle lui a été dédiée en 1768 à Sankt Goar.

## Vénération
Saint Goar a été béatifié en 1721 et canonisé par le Pape Benoît XIII en 1729.
Il est le patron de la Bohême.

## Liens
- Ressource relative à la littérature :   - Archives de littérature du Moyen Âge
- Notice dans un dictionnaire ou une encyclopédie généraliste :   - Deutsche Biographie
- Notices d'autorité :   - VIAF
  - GND
  - Pologne